# Pointe-à-Callière
El lugar de Pointe-à-Callière es el sitio en donde se fundó la ciudad de Montreal, en Quebec, el 17 de mayo de 1642.
Hoy día, el lugar está ocupado por el museo Pointe-à-Callière de historia y arqueología de Montreal. Fundado el 17 de mayo de 1992 con motivo de la celebración del aniversario 350 de la ciudad, tiene por objetivo conservar y poner de relieve el patrimonio arqueológico de Montreal. El museo ofrece varias exposiciones permanentes y temporales, así como numerosas actividades educativas.

## Historia
En Pointe-à-Callière se encontraba el fuerte de Ville-Marie, que fue el asentamiento fundacional de Montreal. En 1688 se construyó allí la residencia de los gobernantes de Nueva Francia por orden de Louis-Hector de Callière, de quien recibió su nombre.
En los años 1860 el edificio que pertenecía a la Royal Insurance Company fue adquirido por el gobierno federal de Canadá para establecer la aduana. Un incendio en 1947 afectó gravemente la construcción, lo que obligó a su demolición en 1951. A partir de ese año el lote fue destinado a estacionamientos y hasta 1989 a un parque. Entre 1989 y 1992 se descubrieron los vestigios arqueológicos y se emprendió la construcción del museo.
Desde su apertura en 1992, el museo ha recibido a más de 350.000 visitantes al año. Cerca de 4,5 millones de personas han visitado el Museo. Pointe-à-Callière ha sido galardonado con más de cincuenta premios nacionales e internacionales. Desde 1998 está clasificado como un sitio histórico nacional de Canadá.

## Conjunto de edificios del museo
El museo es un conjunto de edificios entre los que se encuentran: el sitio arqueológico de Ville-Marie, el primer cementerio católico de Montreal y la cripta arqueológica de Place Royale, así como la antigua casa de la aduana (en donde se encuentra la tienda de souvenirs), la estación de bomberos de Youville, la Maison-des-Marins, la sede del antiguo astillero Townsend (en donde funciona la escuela de arqueología) y el edificio Éperon que es una construcción moderna levantada en donde se encontraba la antigua sede de Royal Insurance Company. En este último edificio se encuentra el acceso principal, una sala de proyección multimedia, el restaurante, el observatorio del Vieux-Port de Montreal, una sala de exposiciones temporales y una parte de la exposición "Aquí nació Montreal". Al oeste del museo se encuentra el centro de historia de Montreal.